# Liste der Länderspiele der Futsalnationalmannschaft der Cookinseln
Die Auswahl der Cookinseln bestritt 1999 ihre einzigen Länderspiele, als sie am OFC Futsal Championship teilnahm. Trotz guter Resultate trat die Auswahl seitdem nicht mehr zu weiteren Futsal-Länderspielen an.
| Nr. | Datum      | Ergebnis | Gegner          | Austragungsort | Anlass                  | Bemerkung                            |
| --- | ---------- | -------- | --------------- | -------------- | ----------------------- | ------------------------------------ |
| 01  | 21.08.1999 | 2:3      | Neuseeland      | Port Vila      | OFC Futsal Championship | 1. Länderspiel gegen Neuseeland      |
| 02  | 24.08.1999 | 0:5      | Vanuatu         | Port Vila      | OFC Futsal Championship | 1. Länderspiel gegen Vanuatu         |
| 03  | 25.08.1999 | 1:4      | Fidschi         | Port Vila      | OFC Futsal Championship | 1. Länderspiel gegen Fidschi         |
| 04  | 26.08.1999 | 3:5      | Samoa           | Port Vila      | OFC Futsal Championship | 1. Länderspiel gegen Samoa           |
| 05  | 27.08.1999 | 0:5      | Australien      | Port Vila      | OFC Futsal Championship | 1. Länderspiel gegen Australien      |
| 06  | 28.08.1999 | 0:5      | Papua-Neuguinea | Port Vila      | OFC Futsal Championship | 1. Länderspiel gegen Papua-Neuguinea |